# Пожарське
Пожа́рське (до 1948 року — Булгана́к-Бадра́к, крим. Bulğanaq Badraq) — село Сімферопольського району Автономної Республіки Крим. Населення становить 1 754 осіб. Підпорядковане Пожарській сільській раді.
Відстань від райцентру до населеного пункта становить 18 кілометрів по прямій.

## Історія
Неподалік Пожарського виявлено залишки пізньоскіфського городища з подвійною лінією оборонних укріплень і могильник того ж часу.
У 2023 році у проєкті Постанови Верховної Ради України «Про перейменування деяких населених пунктів Автономної Республіки Крим» село запропоновано перейменувати на Булганак-Бадрак.